# Джорджтаун (Каліфорнія)
Джорджтаун (англ. Georgetown) — переписна місцевість (CDP) в США, в окрузі Ель-Дорадо штату Каліфорнія. Населення — 2255 осіб (2020).

## Географія
Джорджтаун розташований за координатами 38°54′41″ пн. ш. 120°50′5″ зх. д. / 38.91139° пн. ш. 120.83472° зх. д. (38.911353, -120.834624).  За даними Бюро перепису населення США в 2010 році переписна місцевість мала площу 39,19 км², з яких 39,18 км² — суходіл та 0,01 км² — водойми.

## Демографія
Згідно з переписом 2010 року, у переписній місцевості мешкало 2367 осіб у 913 домогосподарствах у складі 651 родини. Густота населення становила 60 осіб/км².  Було 1069 помешкань (27/км²).
Расовий склад населення:
| - 89,9 % — білих - 2,5 % — корінних американців - 2,0 % — чорних або афроамериканців - 0,8 % — азіатів - 0,1 % — вихідців з тихоокеанських островів - 1,9 % — осіб інших рас |

До двох чи більше рас належало 2,9 %. Частка іспаномовних становила 7,5 % від усіх жителів.
За віковим діапазоном населення розподілялося таким чином: 18,6 % — особи молодші 18 років, 63,5 % — особи у віці 18—64 років, 17,9 % — особи у віці 65 років та старші. Медіана віку мешканця становила 46,4 року. На 100 осіб жіночої статі у переписній місцевості припадало 111,0 чоловіків;  на 100 жінок у віці від 18 років та старших — 114,7 чоловіків також старших 18 років.
Середній дохід на одне домашнє господарство  становив 60 571 долар США (медіана — 44 241), а середній дохід на одну сім'ю — 71 765 доларів (медіана — 55 179). За межею бідності перебувало 13,5 % осіб, у тому числі 24,9 % дітей у віці до 18 років та 0,0 % осіб у віці 65 років та старших.
Цивільне працевлаштоване населення становило 756 осіб. Основні галузі зайнятості: освіта, охорона здоров'я та соціальна допомога — 25,7 %, будівництво — 18,3 %, виробництво — 15,1 %.